# Почетни граждани на Банско
Това е списък на почетните граждани на град Банско и община Банско, България.
| Име                         | Дата                                   | Забележка |
| --------------------------- | -------------------------------------- | --- |
| Крум Георгиев Радонов       |                                        | |
| Георги Николов Пирински     |                                        | |
| Борис Иванов Еринин         |                                        | |
| Владимир Иванов Голев       |                                        | |
| Магда Михайлова Колчакова   |                                        | |
| Димитър Бърдарев            |                                        | |
| Чавдар Георгиев Рахов       | Решение № 505 от 22 февруари 2002 г.   | за цялостна треньорска дейност и заслуги за развитието на ски-спорта в Банско |
| Ирина Костадинова Никулчина | Решение № 505 от 22 февруари 2002 г.   | за принос за развитието на зимните спортове и олимпийската титла от Зимните олимпийски игри през 2002 г. |
| Ангел Славчов Пумпалов      | Решение № 505 от 22 февруари 2002 г.   | за постижения в областта на ски-алпийските дисциплини и участие в Зимните олимпийски игри 2002 г. |
| Иван Георгиев Баряков       | Решение № 505 от 22 февруари 2002 г.   | за постижения в областта на дисциплината ски-бягане и участие в Зимните олимпийски игри 2002 г. |
| Александър Лазаров Глушков  | Решение № 797 от 31 юли 2003 г.        | |
| Манфред Дийл                | Решение № 195 от 12 май 2004 г.        | за дарителска дейност и заслуги за развитието на Банско |
| Йонка Дучевска              | Решение № 195 от 12 май 2004 г.        | за дарителска дейност и заслуги за развитието на Банско |
| Хедвина Дучевска            | Решение № 195 от 12 май 2004 г.        | за дарителска дейност и заслуги за развитието на Банско |
| Христо Стоичков             | Решение № 301 от 19 октомври 2004 г.   | |
| Георги Костадинов Ушев      | Решение № 513 от 12 юли 2005 г.        | за принос в образователното дело и духовния живот на Банско |
| Димитър Тодоров Сугарев     | Решение № 634 от 22 декември 2005 г.   | за утвърждаването на Банско като ски-център и откриването на ски-сезон 2005 – 2006 г. |
| Димитър Самуилов Балев      | Решение № 634 от 22 декември 2005 г.   | за утвърждаването на Банско като ски-център и откриването на ски-сезон 2005 – 2006 г. |
| Цеко Минев                  | Решение № 634 от 22 декември 2005 г.   | за принос за развитието на ски-зона Банско и утвърждаване на курорта като модерен зимен център от европейски тип |
| Петър Баряков               | Решение № 865 от 5 декември 2006 г.    | посмъртн, за принос като технически ръководител за изграждането на инженерната инфраструктура и благоустрояването на Банско |
| Емил Илиев                  | Решение № 1124 от 25 септември 2007 г. | за принос за развитието на туризма с учредяването на ежегодния Международен джаз фестивал, както и за утвърждаване на Банско като духовен и научен център чрез Летния медицински университет и помощ в годините на прехода в социалната сфера на община Банско |
| Екатерина Бояджиева         | Решение № 313 от 5 октомври 2012 г.    | за принос за съхранението на историческата памет на Банско чрез исторически публикации и книги |
| Иван Костадинов Мацурев     | Решение № 916 от 16 февруари 2015 г.   | посмъртно, за изключителен принос и заслуги за културното развитие на община Банско, за постиженията му в областта на фолклорната музика и за популяризирането на името на Банско и община Банско                                                              |
| Тодор Благоев Петлов        | Решение №130 от 28 март 2016 г.        | почетен гражданин на Добринище, община Банско, за принос и заслуги за културно-историческата памет на град Добринище |